# Rosellinula haplospora
Rosellinula haplospora är en lavart som först beskrevs av Th. Fr. & Almq., och fick sitt nu gällande namn av R. Sant. 1986. Rosellinula haplospora ingår i släktet Rosellinula, klassen Dothideomycetes, divisionen sporsäcksvampar och riket svampar.  Arten är reproducerande i Sverige. Inga underarter finns listade i Catalogue of Life.